# 에비로완
에비로완(李多炫, 미국 유학 시절 영어 이름은 재니트 리(영어: Janet Lee), 1996년 4월 12일 ~ )은 대한민국의 모델이다.
서울특별시에서 출생한 그녀는 경기외고 시절이던 2015년 《고교10대천왕》에 10대 천왕 패널 주인공 중 일원으로 출연한 전력이 있으며 이후 2017년 전국춘향선발대회에 참가, 미스 춘향 선(善)에 입상하였다.

## 수상 경력
- 2017년 전국춘향선발대회 선(善)